# تعزيز (انتواع)

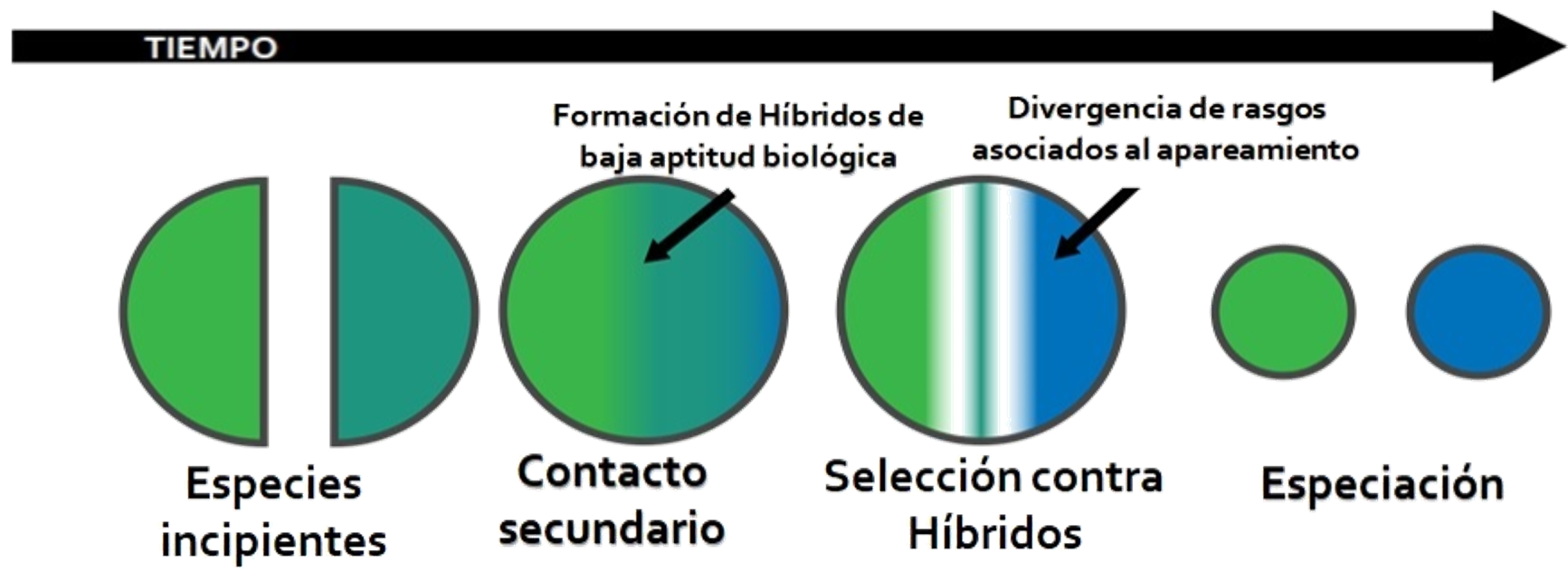
تأثير والاس: يساعد التعزيز في تكوين الأنواع من خلال الانتقاء ضد الهجائن بعد الاتصال الثانوي بين مجموعتين مفصولتين من نفس النوع.

التعزيز (بالإنجليزية: Reinforcement)‏ هي واحدة من عمليات الانتواع؛ حيث يزيد الانتخاب الطبيعيّ الانعزال التكاثريّ بين مجموعتين من الأنواع. يحدث ذلك كنتيجة للانتقاء الحادث ضد تكوين أفراد هجينة بلياقة منخفضة. صاغ تلك الفكرة للمرة الأولى العالم ألفريد راسل والاس، ويُشار إليها أحيانًا بتأثير والاس. يعود المفهوم الحديث للتعزيز إلى ثيودوسيوس دوبجانسكي. فقد نظر إليه كنوع انفصل عن طريق انتواع متباين الموطن، حيث يكون التواصل الثانويّ بين مجموعتين منتجًا لهجائن قليلة اللياقة. ينتج الانتخاب الطبيعيّ في هذه الحالة من عدم قدرة الهجين على إنتاج نسل حيّ، وبالتالي فإن أعضاء النوع الذين لا يتناسلون مع نوع آخر لديهم فرصة نجاح تناسليّ أكبر. يُرجِّح ذلك تطوُّر انعزال قبل-زيجوتيّ أكبر (اختلافات في السلوك أو البيولوجيا تقلل تكوين زيجوت هجين). التعزيز هو واحدة من الحالات القليلة التي يُرجِّح فيها الانتقاء زيادة الانعزال قبل-الزيجوتيّ، مما يؤثر على عملية الانتواع مباشرة. كان هذا الجانب جذّابًا للعديد من علماء الأحياء التطوريّة.
تأرجح دعم فرضيّة التعزيز منذ نشأتها، وأدى الارتباك الاصطلاحيّ والاختلافات في استخدام الكلمة خلال تاريخها إلى العديد من المعاني والمضاعفات. نشأت العديد من الاعتراضات من علماء الأحياء التطوريّة لإمكانية حدوث التعزيز. منذ تسعينات القرن الماضي، تغلبت البيانات النظريّة والتجريبيّة والطبيعيّة على العديد من الاعتراضات السابقة، مما جعل التعزيز مقبولًا بصورة واسعة، بالرغم من أن انتشاره في الطبيعة لا زال مجهولًا.
تطورت العديد من النماذج لفهم كيفيّة عمل التعزيز في الطبيعة، يعتمد أغلبها على عدة جوانب: الوراثة وبناء الجماعات الحيّة وتأثير الانتخاب، وسلوك الأزواج. هناك أدلة تجريبيّة على وجود التعزيز، سواءً في المختبرات أو في الطبيعة. وجدت الأمثلة الموثقة في طيف واسع من الكائنات: الفقاريات واللافقاريات والفطريات والنباتات. يزيد الاتصال الثانويّ بين الأنواع المفصولة في الأصل (المرحلة التمهيديّة للانتواع) بسبب الأنشطة البشريّة مثل إدخال أنواع دخيلة أو تعديل المستوطنات الطبيعيّة. يؤدي ذلك إلى العديد من التداعيات عند قياس التنوُّع الحيويّ وقد يكون أكثر أهمية في المستقبل.

## التاريخ
لدى التعزيز تاريخٌ مُعقَّد، حيث تغيرت شعبيته بين الأكاديميّين عبر الزمن. يزعم جيري كوين وهـ. آلين أورر أن نظرية التعزيز مرت بثلاث مراحل من النمو التاريخيّ:
1. إمكانيتها بناءً على الهجائن غير اللائقة
2. عدم إمكانيتها بناءً على الهجائن التي تُظهر بعض اللياقة
3. إمكانيتها بناءً على الدراسات التجريبيّة والنماذج الواقعيّة المُعقَّدة بيولوجيًّا

يُطلق عليها في بعض الأوقات تأثير والاس، اقترح التعزيز لأول مرة العالم ألفريد راسل والاس في 1889. اختلفت فرضيته كثيرًا عن المفهوم الحديث، حيث ركَّز على الانعزال بعد-الزيجوتيّ، المدعوم بانتقاء المجموعات. كان ثيودوسيوس دوبجانسكي أول من وفَّر وصفًا دقيقًا للعملية في 1937، بالرغم من أن المصطلح نفسه لم يُصك بعد حتى 1955 على يد ويليام فرانك بلير. في 1930، أجرى رونالد فيشر أول وصف وراثيّ لعملية التعزيز في "النظرية الوراثيّة والانتخاب الطبيعيّ"، وفي 1965 و1970 أُجريت أول محاكاة حاسوبيّة لإمكانية حدوث التعزيز. أُجريت بعد ذلك دراسات وراثيّة ودراسات وراثيّة كميّة لإظهار أن الهجائن غير اللائقة كليًّا تؤدي إلى زيادة الانعزال قبل-الزيجوتيّ بشكل قاطع.:353

## النماذج
إن الانعزال الجنسيّ (صفات الكائن المتضمِّنة للتزاوج) واحد من أقوى أشكال الانعزال في الطبيعة. أدى هذا النمط إلى القول بأنه بسبب أن الانتقاء يعمل بقوة على صفات التزاوج، كما يمكن أن يكون متضمنًا في عملية الانتواع. تتأثر عملية الانتواع بالانتخاب الطبيعيّ، ويُطلق على ذلك مصطلح التعزيز، ويمكن أن يحدث تحت أي نموذج من الانتواع (مثل الأنماط الجغرافيّة من الانتواع أو الانتواع الإيكولوجيّ). إن ذلك يُحتِّم قوتين للتطور تعملان على اختيار الزوج: الانتخاب الطبيعيّ وتدفُّق الجينات. يعمل الانتخاب الطبيعيّ كمحرِّك أساسيّ للتعزيز لأنه ينتقي الكائنات في مواجهة الأنماط الجينيّة الهجينة قليلة اللياقة، بغض النظر عن التفضيلات الفرديّة التي لا تؤثِّر على النجاة أو التكاثر، لأن تبادل الجينات بين فردين مؤديًا إلى الهجين يسبب مجانسة الأنماط الجينيّة.
تقول شروط بوتلين الأوليّة عن التعزيز مستخلصة من الطبيعة أو من الجماعات الحيّة في المختبرات:
- يوجد تدفُّق الجينات بين أصنوفتين ويمكن إثبات وجوده عند مرحلة ما
- هناك تباعد في الصفات المرتبطة بالتزاوج بين أصنوفتين
- تُعدَّل أنماط التزاوج، بما يُحدُّ إنتاج هجائن قليلة اللياقة
- لم تحدث ضغوط الانتقاء الأخرى التي تؤدي إلى تباعد نظم التعرُّف على الأزواج

بعد حدوث الانتواع بالتعزيز، تكون التغيُّرات بعد الانعزال التكاثريّ الكامل شكلًا من انزياح الخواص التكاثريّة. من العلامات المميزة على حدوث التعزيز في الطبيعة عملية انزياح الخواص التكاثريّة، حيث تتباعد خواص الجماعة متماثلة الموطن. أي صعوبة تواجه تحديد انزياح الخواص الإيكولوجيّة بإمكانها أن تؤدي إلى نفس الأنماط. يمكن أن يقلل تدفُّق الجينات من الانعزال الموجود في الجماعات متماثلة الموطن. يعتمد ناتج العملية على عاملين مهمين: الأول هو الآليات المحددة التي تسبب الانعزال قبل-الزيجوتيّ، والثاني هو عدد الألائل المتغيِّرة بالطفرات والتي تؤثِّر على اختيار الزوج.
في بعض أمثلة الانتواع المحازيّ، تقل احتماليّة اكتمال التعزيز في حالة انعزال الجماعة طرفيًّا ثم اتصالها مع الجماعة الرئيسة. في الانتواع متماثل الموطن، يكون الانتقاء ضد الهجائن مطلوبًا، وبالتالي قد يلعب التعزيز دورًا. في حالة تماثل الموطن، يمكن ملاحظة أنماط لتمييز قوي في عملية التزاوج، ويمكن نسب تلك العملية للتعزيز. يُظن أن التعزيز عنصرًا من الانعزال الجاميتيّ.

### الوراثة
يمكن فهم العمليات الوراثيّة القابعة خلف عملية التعزيز بنموذج مثاليّ لجماعتين مفردتين تمران بزيادة في اختلال التوازن الارتباطيّ. هنا، يلفظ الانتقاء الألائل قليلة اللياقة Bc أو bC بينما يُرجِّح خليط الألائل BC (في المجموعة الفرعيّة الأول) وbc (في المجموعة الفرعيّة الثانية). يؤثِّر الموقع الصبغويّ الثالث A أو a (ألائل التزاوج التوكيديّ) في نمط التزاوج ولكنه لا يقع تحت التأثير المباشر للانتقاء. إذا سبَّب الانتقاء في B أو في C تغيُّرات في تواتر الأليل A، يُحسَّن من التزاوج التوكيديّ، مما يؤدي إلى التعزيز. كلا الانتقاء والتزواج التوكيديّ مهمان، أي أن، تزاوج A*A وa*a أكثر شيوعًا من A*a أو a*A. يمكن أن يؤدي الحدُّ من الهجرة بين جماعتين إلى زيادة فرصة التعزيز، لأنه يقلل من احتماليّة تبادل الأنماط الوراثيّة المختلفة.
يوجد نموذج بديل لمخاطبة التعارض في التوليف الجينيّ، ويقلل من الارتباط بين الألائل التي تتضمن اللياقة وألائل التزاوج التوكيديّ التي لا تتضمنها. غالبًا ما تختلف النماذج الوراثيّة بالنسبة لأعداد الصفات المرتبطة بالمواقع الصبغويّة، مع اعتماد بعضها على موقع صبغويّ واحد لكل صفة واعتماد البعض الآخر على الصفات عديدة الجينات.

### بنية الجماعات الحيّة
يمكن أن تؤثِّر بنية الجماعات وأنماط هجرتها على عملية الانتواع بالتعزيز. يظهر أنها تحدث تحت تأثير نموذج الجزيرة، التي تحتوي على ظروف ما بمعدلات هجرة غير متواترة تحدث باتجاه واحد، وفي نماذج الهجرة المتناظرة حيث تهاجر الأنواع ذهابًا وإيابًا.
يمكن أن يحدث التعزيز في جماعة مفردة، وفي المناطق الهجينة الفسيفسائيّة (توزيع متفاوت للأشكال الأبويّة والمجموعات الفرعيّة)، وفي الجماعات المتجاورة ذات مناطق التواصل الضيقة.
تُعتبر كثافة الجماعة عاملًا مهمًا في عملية التعزيز، وغالبًا ما تكون مرتبطة بالانقراض. من المحتمل أن تنقرض إحدى جماعتين عندما تتواصلان معًا تواصلًا ثانويًّا، بسبب قلة اللياقة الهجينة، مصحوبة بارتفاع معدلات نمو الجماعة. تقل احتماليّة حدوث الانقراض إذا كانت الهجائن غير حيّة بدلًا من كونها عقيمة، حيث تنجو الأفراد الخصبة لفترة طويلة تمكنها من التناسل.

### الانتقاء
يعتمد الانتواع بالتعزيز على الانتقاء مباشرةً لترجيح زيادة الانعزال قبل-الزيجوتيّ، لذلك نوقشت طبيعة دور الانتقاء في التعزيز، وكل نموذج يطبق مقاربات مختلفة. يعمل الانتقاء على الهجائن بصور عديدة. ربما تنتج كل الهجائن لياقة منخفضة، مما يؤدي إلى نقيصة كبيرة. وفي حالات أخرى، ربما يُرجِّح الانتقاء أنماطًا ظاهريّة عديدة ومختلفة كحالة المنطقة الهجينة الفسيفسائيّة. يعمل الانتقاء الطبيعيّ على ألائل محددة بصورة مباشرة وغير مباشرة. في الانتقاء المباشر، يزيد تواتر الأليل المنتقى بصورة قصوى. وفي الحالات التي ينتقى فيها الأليل بصورة غير مباشرة، يزيد تواتره بسبب اختلال التوازن الارتباطيّ.ref name="Theory&Sp2001"/>
يمكن أن تلعب الظروف التي يقع تحتها الهجين دورًا في الانعزال بعد-الزيجوتيّ، لأن لاحيويّة الهجين (لا يستطيع الهجين أن ينمو إلى بالغ لائق) وعقمه (عدم القدرة الكاملة على إنتاج نسل) تمنعان تدفُّق الجينات بين الجماعات. يمكن أن تقاد عملية الانتقاء ضد الهجائن بأي فشل للحصول على زوج، لأنها غير متمايزة عن العقم، فكل حالة منهما لا تؤدي إلى النسل.

### التزاوج وتفضيلات التزاوج
يجب أن يوجد بعض التباعد المبدئيّ في تفضيلات الزوج من أجل أن يحدث التعزيز. يمكن أن تخضع أي صفة تدعم الانعزال للتعزيز، مثل إشارات الزوج (العروض الجنسيّة)، والاستجابات للإشارات، وموقع التوالُّد، وزمن التوالُّد (التوالُّد الموسميّ)، أو حتى استقباليّة البيضة. ربما يميِّز الأفراد أيضًا ضد الذكور الذين يختلفون في صفات متنوعة مثل نداء التزاوج والمورفولوجيا.

## الدليل
يأتي الدليل على التعزيز من الملاحظات في الطبيعة، والدراسات المقارنة، والتجارب المعمليّة.

### الطبيعة
يمكن أن يظهر حدوث التعزيز (أو حدوثه في الماضي) بقياس قوة الانعزال قبل-الزيجوتيّ في الجماعات متماثلة الموطن مقارنةً بالجماعات متباينة الموطن من نفس النوع. تسمح الدراسات المقارنة لذلك بتحديد الأنماط واسعة المدى في الطبيعة عبر الأصنوفات المتنوعة. يمكن استخدام أنماط التزاوج في المناطق الهجينة لتحديد التعزيز أيضًا. يمكن رؤية انزياح الخواص التكاثريّة كنتيجة للتعزيز، لذلك تُعبِّر العديد من الحالات في الطبيعة عن هذا النمط في حالة تماثل الموطن. لا نعرف انتشار التعزيز، ولكن أنماط انزياح الخواص التكاثريّة موجودة عبر العديد من الأصنوفات وتُعتبر شائعة في الطبيعة. غالبًا ما تثبت صعوبة دراسات التعزيز في الطبيعة، لأن الشروحات البديلة للأنماط المنفصلة يمكن تأكيدها. وعلى أي حال، يوجد عدد من الأدلة التجريبيّة على حدوث التعزيز عبر الأصنوفات المتنوعة وعن دوره في الانتواع.:357

### الدراسات المقارنة
من المتوقع أن يزيد التزاوج التوكيديّ بين الجماعات متماثلة الموطن التي تمر بالتعزيز. تسمح هذه الحقيقة بالمقارنة المباشرة بين قوة الانعزال قبل-الزيجوتيّ في حالة تماثل الموطن وحالة تباينه بين التجارب والدراسات المختلفة. استطلع كوين وأورر 171 زوجًا من الأنواع، ليجمعوا البيانات حسب نمطهم الجغرافيّ والبُعد الوراثيّ وقوة الانعزال قبل وبعد الزيجوتيّ، ليجدوا أن الانعزال قبل-الزيجوتيّ كان أقوى بصورة ملحوظة في الأزواج متماثلة الموطن، مرتبطًا بعمر النوع. علاوة على ذلك، لم تكن قوة الانعزال بعد-الزيجوتيّ مختلفة بين الأزواج متماثلة ومتباينة الموطن. تدعم تلك النتائج التنبؤات حول الانتواع بالتعزيز، وتتوافق مع الدراسة اللاحقة التي وجدت 33 دراسة معبرة عن أنماط الانعزال قبل-الزيجوتيّ الأقوى في حالة تماثل الموطن. وجد استطلاع عن معدَّل الانتواع بين الأسماك والمناطق الهجينة المرتبطة أنماط مشابهة في تماثل الموطن، مما يدعم حدوث التعزيز.